# Joachim Kunz
Joachim Kunz (Stollberg, 9 de febrero de 1959) es un deportista de la RDA que compitió en halterofilia.
Participó en dos Juegos Olímpicos de Verano, obteniendo una medalla de oro en Seúl 1988 y una de plata en Moscú 1980, ambas en la categoría de 67,5 kg.
Ganó cuatro medallas en el Campeonato Mundial de Halterofilia entre los años 1979 y 1983, y siete medallas en el Campeonato Europeo de Halterofilia entre los años 1979 y 1988.

## Palmarés internacional
| Juegos Olímpicos   | Juegos Olímpicos      | Juegos Olímpicos  | Juegos Olímpicos |
| Año                | Lugar                 | Medalla           | Categoría        |
| ------------------ | --------------------- | ----------------- | ---------------- |
| 1980               | Moscú (URSS)          | Medalla de plata  | 67,5 kg          |
| 1988               | Seúl (Corea del Sur)  | Medalla de oro    | 67,5 kg          |
| Campeonato Mundial |                       |                   |                  |
| Año                | Lugar                 | Medalla           | Categoría        |
| 1979               | Salónica (Grecia)     | Medalla de plata  | 67,5 kg          |
| 1980               | Moscú (URSS)          | Medalla de plata  | 67,5 kg          |
| 1981               | Lille (Francia)       | Medalla de oro    | 67,5 kg          |
| 1983               | Moscú (URSS)          | Medalla de oro    | 67,5 kg          |
| Campeonato Europeo |                       |                   |                  |
| Año                | Lugar                 | Medalla           | Categoría        |
| 1979               | Varna (Bulgaria)      | Medalla de plata  | 67,5 kg          |
| 1981               | Lille (Francia)       | Medalla de oro    | 67,5 kg          |
| 1983               | Moscú (URSS)          | Medalla de oro    | 67,5 kg          |
| 1985               | Katowice (Polonia)    | Medalla de plata  | 75 kg            |
| 1986               | Karl-Marx-Stadt (RDA) | Medalla de bronce | 67,5 kg          |
| 1987               | Reims (Francia)       | Medalla de bronce | 67,5 kg          |
| 1988               | Cardiff (Reino Unido) | Medalla de plata  | 67,5 kg          |